# Manya

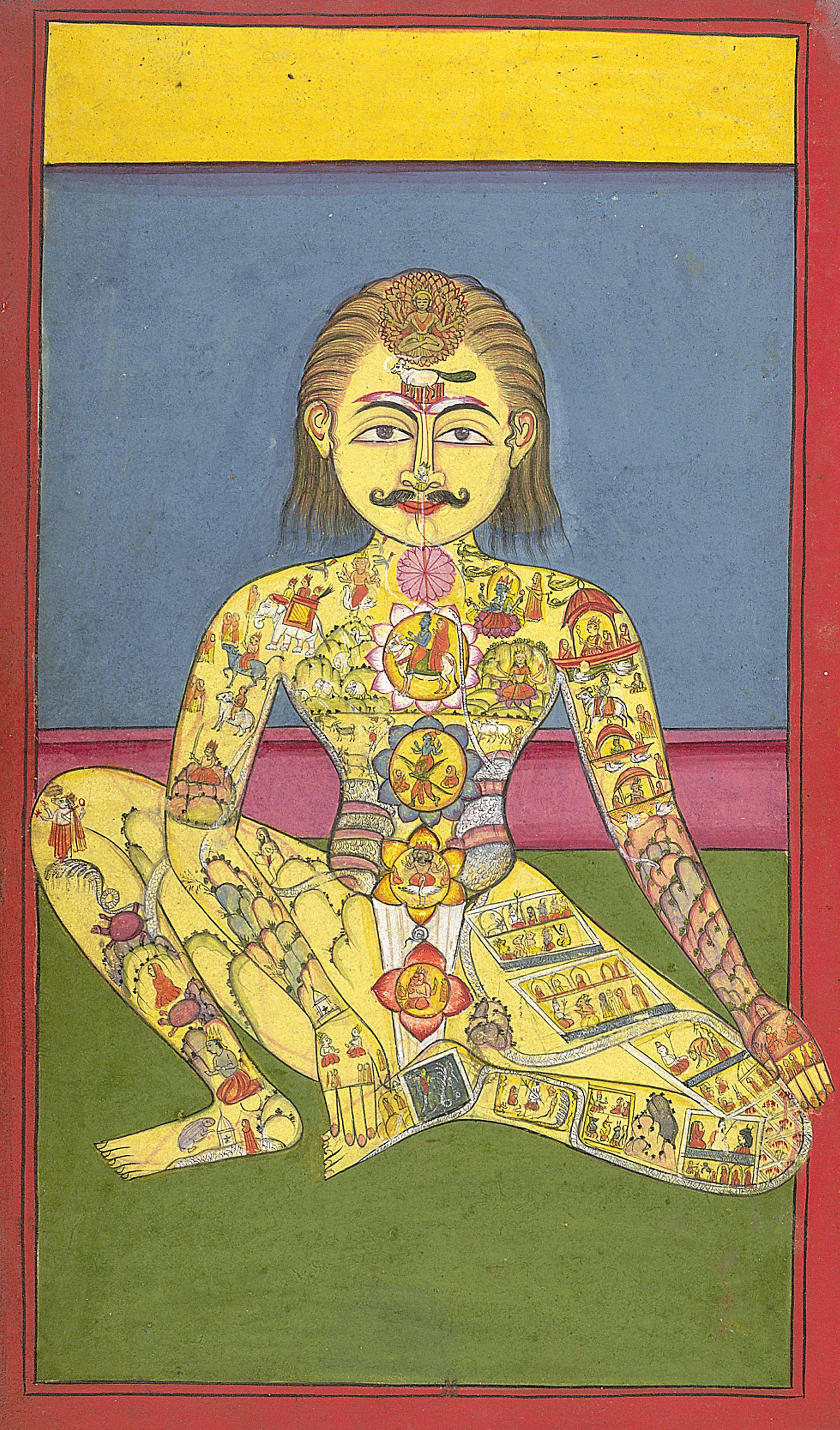
Oude Tibetaanse kaart met de 7 Chakra's en de belangrijkste marmapunten.

Manya (Manya-punt) is een marmapunt gelegen in de hals. Marmapunten worden in Oosterse filosofieën gebruikt bij massage, yoga, reflexologie en reiki. Men gelooft dat een marmapunt op een nadi ligt en zo een uitwerking kan hebben op een bepaald lichaamsdeel, proces of emotie
Manya is gelegen aan de voorzijde van de hals, onder de oren en achter de halsslagader. Dit punt staat in verband aderen en bloedhaarvaten en de bloedstroom van de secundaire bloedvaten (niet voor de slagaderen).

## Overige marmapunten
Naar schatting zijn er 62.000 marmapunten in het lichaam. De belangrijkste 52 zijn: